# Обсерватория Гаочэн
Гаочэнская обсерватория (кит. упр. 告成天文台), или Дэнфэнская обсерватория (кит. упр. 登封观星台), — средневековая астрономическая обсерватория в городском уезде Дэнфэн провинции Хэнань, Китайская Народная Республика. Двойное название связано с тем, что первые инструменты здесь были возведены в VIII веке, когда эта территория находилась в составе уезда Гаочэн, а позднее уезд Гаочэн был расформирован, и эти земли вошли в состав уезда Дэнфэн. Содержит монументальные астрономические инструменты эпохи Тан (723 год) и эпохи Юань (1279 год). Входит в комплекс сооружений Дэнфэна «Центр Неба и Земли», с 2010 года включённый в список объектов Всемирного наследия ЮНЕСКО.

## Описание
Общая площадь объекта составляет примерно 5550 м², его протяжённость с севера на юг — 150 м, а с востока на запад — 37 м. Высота над уровнем моря — 380 м.

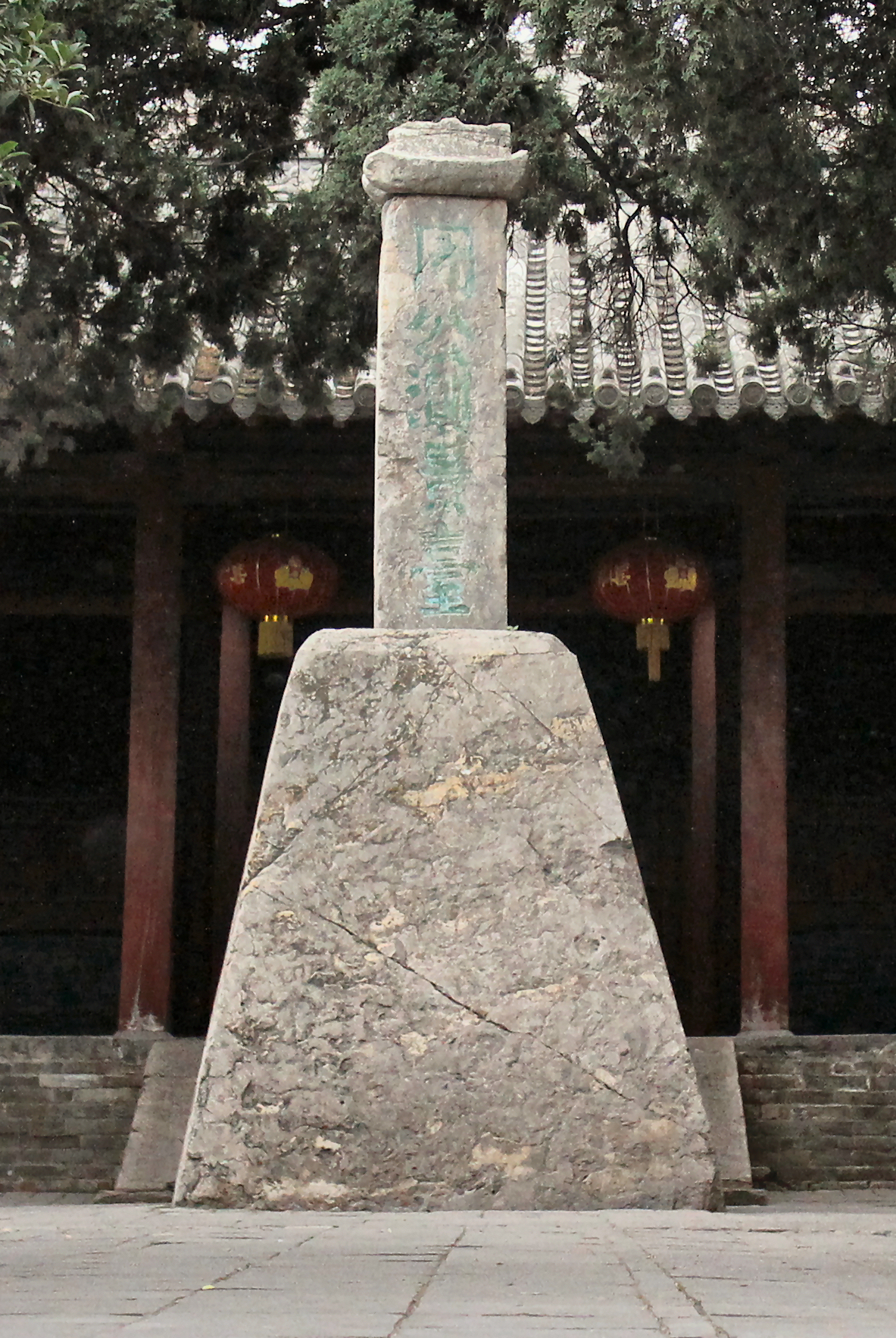
Гномон эпохи Тан

Астрономические инструменты обсерватории Гаочэн относятся к двум разным эпохам в истории Китая. Каменный гномон эпохи Тан установлен в 723 году н. э. Наньгун Юэ, имперским астрономом, в рамках геодезического проекта Исина. 13 станций в разных местах империи на большом расстоянии одна от другой, в том числе и установленная в Янчэне (ныне Гаочэн), были использованы для определения угловой высоты Северного полюса мира и длины солнечной тени в дни равноденствий и солнцестояний. Это позволило китайским астрономам установить длину градуса долготы. Общая высота гномона 198 см (8 чи), из них 164 см — каменный вертикальный столб и 34 см — каменное навершие. Гномон водружён на каменный постамент высотой также 198 см в форме сужающейся кверху призмы, прямоугольной в сечении у основания (1,8—1,9 метра в восточно-западном направлении и 1,7 метра в северно-южном) и почти квадратной у вершины (0,89—0,9 метра).
Основное сооружение обсерватории, расположенное севернее гномона эпохи Тан, построено позже, в эпоху Юань. Его возвёл в 1279 году астроном и математик Го Шоуцзин, получивший задание создать новый календарь. Для достижения этой цели им были предприняты масштабные геодезические измерения в двух обсерваториях — вторая располагалась в Даду (современный Пекин) (согласно историческим документам, в эпоху Юань в стране было в общей сложности построено 27 обсерваторий, из которых, однако, сохранилась лишь одна).

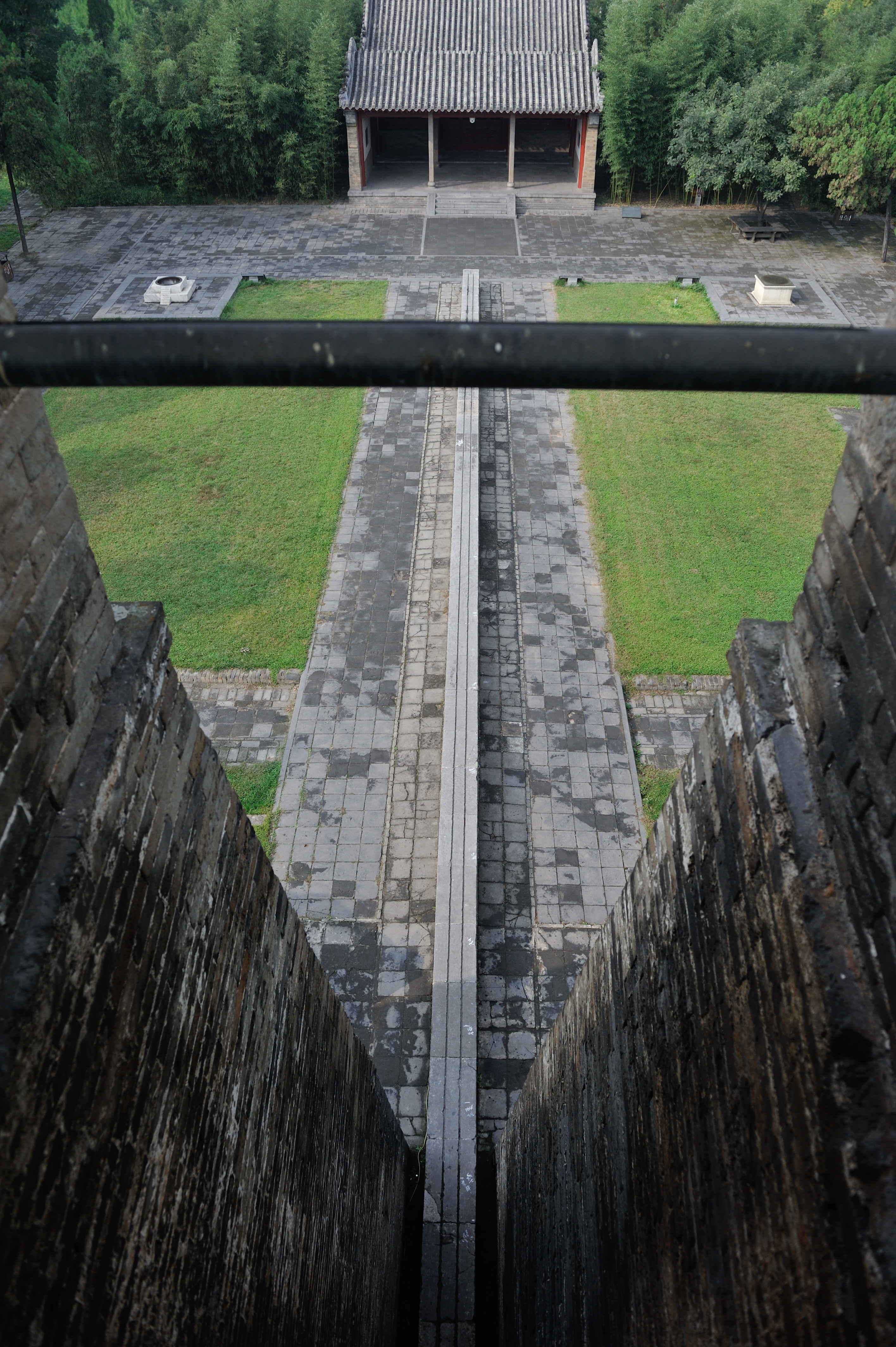
Вид с платформы обсерватории на измерительную шкалу

Обсерватория Го Шоуцзина состоит из кирпичной усечённой пирамиды и идущей от неё строго на север горизонтальной шкалы для измерения длины тени. Высота платформы обсерватории 9,45 м, ширина её граней — более 16 м у основания и более 8 м у верхнего среза. От основания северной стены пирамиды наверх ведут две симметрично расположенные лестницы — одна у её восточной оконечности, а вторая у западной. У северной кромки платформы устроены два павильона, разделённые проёмом и накрытые общей крышей, высота которой 12,62 м над землёй. В каждом из павильонов два окна — одно направлено на север, а второе к соседнему павильону. Между повёрнутыми друг к другу окнами павильонов проложена горизонтальная планка, под которой начинается идущая вертикально вниз по северной стене пирамиды канавка. От места, где канавка достигает поверхности земли, точно на север уходит измерительная шкала длиной 31,19 м (128 чи), сооружённая из 36 каменных блоков. Расстояние от планки между павильонами, выполняющей роль вершины гномона, до верхнего среза шкалы — ровно 40 чи, или 9,75 м.
Обсерватория Го Шоуцзина была отреставрирована в 1542 году, во времена империи Мин, и тогда же между ней и гномоном эпохи Тан был возведён храм Чжоу-гуна, по преданию проведшего первые измерения длины солнечной тени в Янчэне. Рядом с северным концом измерительной шкалы гномона Го Шоуцзина установлены реплики двух других сконструированных им астрономических инструментов. Восточнее её расположена таблица квадратов («чжэн фан ань»), а западнее — солнечные часы со сферической поверхностью («ян и»).

## Культурное значение
Уже во 2-м тысячелетии до н. э., по преданию, правители династии Чжоу использовали гномон для определения места своей столицы. К этому же периоду относится определение Янчэна как «центра мира» — единственного места, где в полдень летнего солнцестояния тень гномона высотой 8 чи достигает в длину ровно 1,5 чи. С тех пор Янчэн в Китае традиционно считается лучшим местом для астрономических наблюдений, с чем и связана концентрация в этом районе астрономических сооружений.
С помощью обсерватории в Гаочэне Го Шоуцзину удалось определить длину астрономического года в 365,2425 суток — точность, к которой создатели европейского григорианского календаря пришли лишь три века спустя. Календарь Шоуши, созданный Го Шоуцзином, использовался на протяжении всего правления династии Юань, а затем, с минимальными адаптациями, и при династии Мин.
В КНР обсерватория Дэнфэн имеет статус исторического памятника, открытого для публичного доступа. В 1961 году Государственный совет КНР включил её в первый список объектов национального значения, нуждающихся в охране государством. В 2010 году обсерватория Гаочэн вошла в число исторических памятников комплекса «Центр Неба и Земли» в Дэнфэне, которые ЮНЕСКО внесла в список объектов Всемирного наследия.